# Burs socken
Burs socken ingick i Gotlands södra härad, ingår sedan 1971 i Gotlands kommun och motsvarar från 2016 Burs distrikt.
Socknens areal är 41,87 kvadratkilometern, varav 41,79 land. År 2020 fanns här 314 invånare. Kyrkbyn Burs med sockenkyrkan Burs kyrka ligger i socknen. 

## Administrativ historik
Burs socken har medeltida ursprung. Socknen tillhörde Burs ting som i sin tur ingick i Burs setting i Sudertredingen.
Vid kommunreformen 1862 övergick socknens ansvar för de kyrkliga frågorna till Burs församling och för de borgerliga frågorna bildades Burs landskommun. Landskommunen inkorporerades 1952 i Stånga landskommun och ingår sedan 1971 i Gotlands kommun.  Församlingen uppgick 2006 i Stånga-Burs församling.
1 januari 2016 inrättades distriktet Burs, med samma omfattning som församlingen hade 1999/2000.  
Socknen har tillhört samma fögderier och domsagor som Gotlands södra härad. De indelta båtsmännen tillhörde Gotlands andra båtsmanskompani.

## Geografi
Burs socken ligger vid Gotlands sydöstra kust. Socknen är en slättbygd, till del på marker av de utdikade Rone myr samt Lye och Burs träsk.
Vid Sigdes står ett ringkors av kalksten. Enligt en sägen skall ett forntida slag ha ägt rum på platsen. Enligt en annan uppgift skall en brudgum ha ridit ihjäl sig på platsen. Men en nästan utplånad latinsk inskrift har tolkats av L F Läffler: "Detta kors utmärker den plats på vilken Ragnvald, fordom kyrkoherde och nu begraven i Lau, drabbades av döden år 1448 på Michaelis dag mot vilken Du, o allsmäktige konung må täckas vara huld". På korsringens baksida är några runtecken inhuggna.

### Gårdsnamn
Alands, Allmunde, Ammunde, Apse, Bandlunde, Bondarve, Bopparve, Flors, Gajbjänne, Galtungs, Ganne, Gläves (Lilla och Stora), Hummelbos, Häffinds, Häffride, Hägvide, Kvie, Kålmans, Kärne, Lindarve, Lingvide, Ljugännes, Lukse, Prästgården, Salmans, Sigdes, Sigsarve, Stenstugu, Vanges, Vidringe, Västerlaus, Änges.

## Fornlämningar
Från bronsåldern finns gravrösen och skeppssättningar. Från järnåldern finns ett tiotal gravfält, husgrunder, stensträngar och sliprännestenar.

## Namnet
Namnet (1380 Burss) innehåller burg, grusrygg, grusmark'.

## Befolkningsutveckling
| Befolkningsutvecklingen i Burs socken 1780–2020 | Befolkningsutvecklingen i Burs socken 1780–2020 | Befolkningsutvecklingen i Burs socken 1780–2020 | Befolkningsutvecklingen i Burs socken 1780–2020 | Befolkningsutvecklingen i Burs socken 1780–2020 |
| --- | ----------------------------------------------- | ----------------------------------------------- | ----------------------------------------------- | ----------------------------------------------- |
| |                                                 |                                                 |                                                 |                                                 |
| År |                                                 |                                                 | Folkmängd                                       |                                                 |
| 1780 | 1780                                            |                                                 | 450                                             |                                                 |
| 1790 | 1790                                            |                                                 | 476                                             |                                                 |
| 1800 | 1800                                            |                                                 | 510                                             |                                                 |
| 1810 | 1810                                            |                                                 | 526                                             |                                                 |
| 1820 | 1820                                            |                                                 | 536                                             |                                                 |
| 1830 | 1830                                            |                                                 | 627                                             |                                                 |
| 1840 | 1840                                            |                                                 | 639                                             |                                                 |
| 1850 | 1850                                            |                                                 | 677                                             |                                                 |
| 1860 | 1860                                            |                                                 | 830                                             |                                                 |
| 1870 | 1870                                            |                                                 | 923                                             |                                                 |
| 1880 | 1880                                            |                                                 | 913                                             |                                                 |
| 1890 | 1890                                            |                                                 | 821                                             |                                                 |
| 1900 | 1900                                            |                                                 | 834                                             |                                                 |
| 1910 | 1910                                            |                                                 | 809                                             |                                                 |
| 1920 | 1920                                            |                                                 | 829                                             |                                                 |
| 1930 | 1930                                            |                                                 | 812                                             |                                                 |
| 1940 | 1940                                            |                                                 | 800                                             |                                                 |
| 1950 | 1950                                            |                                                 | 706                                             |                                                 |
| 1960 | 1960                                            |                                                 | 609                                             |                                                 |
| 1970 | 1970                                            |                                                 | 537                                             |                                                 |
| 1980 | 1980                                            |                                                 | 457                                             |                                                 |
| 1990 | 1990                                            |                                                 | 400                                             |                                                 |
| 2000 | 2000                                            |                                                 | 372                                             |                                                 |
| 2010 | 2010                                            |                                                 | 326                                             |                                                 |
| 2020 | 2020                                            |                                                 | 314                                             |                                                 |
| Anm: Källor: Umeå universitet - Tabellverket 1749-1859, Demografiska databasen, CEDAR, Umeå universitet, Befolkningsutvecklingen i Gotlands socknar 2000 - 2010, Folkmängden per distrikt, landskap, landsdel eller riket efter kön. År 2015 - 2022. |                                                 |                                                 |                                                 |                                                 |

### Fotnoter
1. 1 2  Svensk Uppslagsbok andra upplagan 1947–1955: Burs socken
2. ↑  ”Folkmängden per distrikt, landskap, landsdel eller riket efter kön. År 2015 - 2022”. Statistikdatabasen. Statistiska centralbyrån. http://www.statistikdatabasen.scb.se/pxweb/sv/ssd/START__BE__BE0101__BE0101A/FolkmangdDistrikt/. Läst 23 april 2023.
3. ↑  Harlén, Hans; Harlén Eivy (2003). Sverige från A till Ö: geografisk-historisk uppslagsbok. Stockholm: Kommentus. Libris 9337075. ISBN 91-7345-139-8
4. ↑  ”Församlingar”. Statistiska centralbyrån. https://www.scb.se/hitta-statistik/regional-statistik-och-kartor/regionala-indelningar/forsamlingar/. Läst 30 december 2022.
5. ↑  Administrativ historik för Burs socken (Klicka på församlingsposten). Källa: Nationella arkivdatabasen, Riksarkivet.
6. ↑  Om Gotlands båtsmanskompani
7. 1 2  Sjögren, Otto (1931). Sverige geografisk beskrivning del 2 Östergötlands, Jönköpings, Kronobergs, Kalmar och Gotlands län. Stockholm: Wahlström & Widstrand. Libris 9939
8. 1 2 3  Nationalencyklopedin
9. ↑  Stenkors vid Sigdes i Burs RAÄ-nummer Burs 65:1
10. ↑  Boken om Burs, 1996. ISBN 91-85716-77-4
11. ↑  Förteckning över slipskåror
12. ↑  Fornlämningar, Statens historiska museum: Burs socken
13. ↑  Fornminnesregistret, Riksantikvarieämbetet: Burs socken Fornminnen i socknen erhålls på kartan genom att skriva in sockennamn (utan "socken") i "Ange geografiskt område"
14. ↑  Mats Wahlberg, red (2003). Svenskt ortnamnslexikon. Uppsala: Institutet för språk och folkminnen. Libris 8998039. ISBN 91-7229-020-X. https://isof.diva-portal.org/smash/get/diva2:1175717/FULLTEXT02.pdf